# Bitwa pod Dżafną
Bitwa pod Dżafną – starcie, między siłami rządowymi Sri Lanki a bojownikami Tygrysów Wyzwolenia Tamilskiego Ilamu (LTTE), o półwysep Dżafna. Sama bitwa toczyła się w dwóch etapach, w sierpniu i październiku 2006 roku. Była to czwarta bitwa na półwysep w historii całej wojny.

## Bitwa

### Ofensywa Tamilskich Tygrysów
11 sierpnia 2006 roku, po sześciu latach patowej sytuacji, walki o kontrolę nad półwyspem Dżafna zostały wznowione. Miasto Dżafna zostało odcięte od reszty Sri Lanki przez LTTE na początku 2000 roku. Jedynym sposobem na wymianę garnizonu była droga morska.
Ofensywa Tamilów była prowadzona przeciwko wojskom Sri Lanki (SLA) stacjonujących w Dżafnie. Początkowo LTTE przełamało obronę SLA w niektórych miejscach, zbliżając się do północnych przedmieść miasta; jednakże po 10 godzinach zażartej walki stracone pozycyjne zostały odbite przez SLA, a siły obu stron powróciły na pierwotne pozycje.
Rząd Sri Lanki poinformował, iż w walkach zginęło 700 rebeliantów przy stratach własnych wynoszących 150 żołnierzy. Około 300 żołnierzy zostało rannych.

### Kontrnatarcie SLA
W dwa miesiące później, 28 października 2006, ruszyła z miasta ofensywa armii rządowej przeciwko rebeliantom blokującym miasto. Wojska SLA zostały zatrzymane po kilkaset metrach, gdy znalazły się pod ciężkim ostrzałem ze strony Tamilów.
Następnego dnia ofensywa się załamała. Spowodowało to największe straty w armii od czterech lat, 129 żołnierzy zostało zabitych, a 519 rannych. Rebelianci stwierdzili, że stracili tylko 22 bojowników.
W tym samym czasie armia oskarżyła LTTE o masakrę 74 żołnierzy, którzy zostali otoczni oraz pojmani. Tamilowie zaprzeczyli.

## Następstwa
Niezależnie od liczby zabitych i rannych po każdej ze stron, obydwie ofensywy zakończyły się klęską, nie zajęto żadnego strategicznego punktu, pozostając na tych samych pozycjach od początku bitwy.